# Dialeurodicus niger
Dialeurodicus niger là một loài côn trùng cánh nửa trong họ Aleyrodidae, phân họ Aleurodicinae.
Dialeurodicus niger được Bondar miêu tả khoa học đầu tiên năm 1923.